# Ceratophora tennentii
Ceratophora tennentii је гмизавац из реда Squamata и фамилије Agamidae.

## Угроженост
Ова врста се сматра угроженом.

## Распрострањење
Ареал врсте је ограничен на једну државу. 
Шри Ланка је једино познато природно станиште врсте.